# Odontoblasta
L'odontoblasta è una cellula di origine mesodermica, presente in tutti gli organismi dotati di denti.
La sua funzione è quella di produrre la dentina, che costituisce con la polpa dentaria il complesso pulpo-dentinale, deputato a garantire elasticità e vitalità all'elemento dentario. 
Gli odontoblasti si dispongono addossati tra la polpa e la dentina.
Nella polpa coronale queste cellule si presentano allungate, per poi farsi cubiche lungo i canali e continuare a restringersi fino ad appiattirsi a livello apicale: infatti le dimensioni della cellula sono proporzionali al grado di attività, ovvero alla produzione di dentina, che decresce dalla corona alla radice. Dalla sua porzione apicale, ogni odontoblasta emette un prolungamento citoplasmatico (Processo Odontoblastico), che si allunga man mano che vengono prodotte predentina e dentina, in concomitanza all'arretramento dell'odontoblasta (in direzione centripeta, va a ridurre la cavità pulpare). Ogni Processo Odontoblastico rimane così contenuto in uno spazio circondato da dentina, il Tubulo Dentinale, che decorre per tutto lo spessore della dentina. Lo spazio interposto tra il Processo Odontoblastico e la dentina che delimita il tubulo, prende il nome di Spazio Periodontoblastico, e contiene il fluido dentinale (un trasudato dei capillari della polpa), attraverso il quale varie sostanze possono raggiungere la giunzione smalto-dentina e sulla cui presenza si fonda la Teoria idrodinamica della sensibilità dentinale. La parete di ogni tubulo è rivestita da una guaina ipomineralizzata, ricca di glicosamminoglicani, avente funzione di inibitore dei processi di sclerosi dentinale.